# Рагби јунион репрезентација Намибије
Рагби јунион репрезентација Намибије је рагби јунион тим који предстваља Намибију у овом екипном спорту. Рагби се у Намибији игра преко 100 година, Намибија је редовни учесник светског првенства. Највише утакмица за репрезентацију одиграо је Еуген Жантис - 36, највише есеја дао је Герхард Манс - 27, а најбољи поентер је Жако Коеце са 335 поена. Дрес Намибије је плаве боје, а капитен је Жак Бургер, који игра на позицији крилног у трећој линији.
== Тренутни састав == 
Торстен ван Јарсвелд
Аранос Коеце
Жако Енгелс
Раул Ларсон
Каспер Вивиерс
Жанко Вентер
Реналдо Ботма
Жак Бургер - капитен
Виан Конради
Тинус ду Плезис
Рохан Китшоф
Леневе Деменс
Еуген Жантис
Демијан Стивенс
Дерил де ла Харпе
Дени ван Вик
Конрад Мараис
Дејвид Филандер
Расел ван Вик
Крисандер Бота